# لي فاي (ربان)
لي فاي (بالصينية: 李非) هو ربان ‏ صيني، ولد في 22 مارس 1983.

## وصلات خارجية
- لي فاي على موقع أوليمبيديا (الإنجليزية)
- لي فاي على موقع اللجنة الأولمبية الصينية (الإنجليزية)